# Seznam písní Jaroslava Filipa
Toto je seznam písňové tvorby k písním, které nazpíval nebo k nim napsal hudbu Jaroslav Filip.

## Seznam
poz. 
- Písničková tvorba: píseň - duet - (autor hudby/autor textu písně)

(h:/t:) - doposud nezjištěný autor hudby nebo textu
- Hudební tvorba: píseň - interpret - (autor hudby - t:)

(t:/) - doposud nezjištěný autor textu 
- (na doplnění)

## A
- Ach, to by boli vojny malebné - Milan Lasica a Július Satinský  a Jaroslav Filip - (t:Milan Lasica)

## B
- Bicykel - Milan Lasica a Július Satinský - (t:Milan Lasica)
- Bolo nás jedenásť - Milan Lasica a Július Satinský a Jaroslav Filip - (t:Milan Lasica)

## C
- Clivota - Milan Lasica a Július Satinský - (t:Milan Lasica)

## Č
- Čerešne - Hana Hegerová, Zuzana Kronerová - (t:Milan Lasica)

## D
- Do batôžka - Milan Lasica a Július Satinský a Jaroslav Filip - (t:Milan Lasica)
- Dotazník - Milan Lasica a Július Satinský - (t:Milan Lasica)

## Ď
- Ďalekohľad - Milan Lasica a Július Satinský - (t:Milan Lasica)

## F
- Fair play - Milan Lasica a Július Satinský - (t:Milan Lasica)

## G
- Godot nepríde - Milan Lasica a Július Satinský - (t:Milan Lasica)

## Ch
- Chcel by som byť  - Milan Lasica a Július Satinský - (t:Milan Lasica)

## J
- Jama - Milan Lasica a Július Satinský - (t:Milan Lasica)
- Jano bol chlap - Milan Lasica a Július Satinský a Jaroslav Filip - (t:Milan Lasica)
- Ježibaby - Milan Lasica a Július Satinský a Jaroslav Filip - (t:Milan Lasica)

## K
- Kapitán - Milan Lasica a Július Satinský - (t:Milan Lasica)
- Kde bolo tam bolo - Milan Lasica a Július Satinský - (t:Milan Lasica)
- Klobúk - Milan Lasica a Július Satinský - (t:Milan Lasica)
- Koniec storočia - Milan Lasica a Július Satinský  - (t:Milan Lasica)

## M
- Majstrovstvá - Milan Lasica a Július Satinský  - (t:Milan Lasica)
- Maškrtnice - Milan Lasica a Július Satinský - (t:Milan Lasica)
- Mäso - Milan Lasica a Július Satinský - (t:Milan Lasica)
- My - Milan Lasica a Július Satinský - (t:Milan Lasica)

## N
- Návšteva - Milan Lasica a Július Satinský - (t:Milan Lasica)
- Na výstave - Július Satinský a Jaroslav Filip - (t:Milan Lasica)
- Negramotný sen - Milan Lasica a Július Satinský - (t:Milan Lasica)
- Nezačínaj - Milan Lasica a Július Satinský - (t:Milan Lasica)

## P
- Pekne vítam - Milan Lasica a Július Satinský - (t:Milan Lasica)
- Peniaze - Milan Lasica a Július Satinský - (t:Milan Lasica)
- Pitva- Milan Lasica a Július Satinský - (t:Milan Lasica)
- Pokus o útek - Milan Lasica a Július Satinský - (t:Milan Lasica)
- Priateľovi - Milan Lasica a Július Satinský - (t:Milan Lasica)

## R
- Raňajky v tráve - Milan Lasica a Július Satinský - (t:Milan Lasica)
- Raz sa to môže stať - Milan Lasica a Július Satinský - (t:Milan Lasica)
- Rodinné zázemie - - Milan Lasica a Július Satinský - (t:Milan Lasica)
- Rothschild - Milan Lasica a Július Satinský - (t:Milan Lasica)
- Rozpačité blues - Milan Lasica a Július Satinský - (t:Milan Lasica)
- Rozlúčka - Milan Lasica a Július Satinský - (t:Milan Lasica)

## S
- Seriál - Milan Lasica a Július Satinský
- Song o človeku, ktorý nevedel povedať nie - Milan Lasica a Július Satinský - (t:Milan Lasica)
- Song o noci vo vojenskom tábore - Milan Lasica a Július Satinský - (t:Milan Lasica)
- Slovenčina - Milan Lasica a Július Satinský - (t:Milan Lasica)
- Smola - Milan Lasica a Július Satinský - (t:Milan Lasica))
- Spomínam na Paríž - Milan Lasica a Jaroslav Filip - (t:Milan Lasica)
- Studnica múdrosti - Milan Lasica a Július Satinský - (t:Milan Lasica)
- Sťahovaví vtáci - Milan Lasica a Július Satinský - (t:Milan Lasica)
- S vetrom opreteky - Milan Lasica a Július Satinský - (t:Milan Lasica

## T
- Turci idúúú - Milan Lasica a Július Satinský - (t:Milan Lasica)

## U
- Už to máme za sebou - Milan Lasica a Július Satinský - (t:Milan Lasica)

## V
- V jedálnom vozni - Milan Lasica a Július Satinský a Jaroslav Filip - (Jaroslav Filip / Milan Lasica a Tomáš Janovic))
- V našej obci - Milan Lasica a Július Satinský a Jaroslav Filip - (t:Milan Lasica)
- Vtip - Milan Lasica a Július Satinský - (t:Milan Lasica)

## Z
- Za dedinou - Milan Lasica a Július Satinský - (t:Milan Lasica)
- Za dedinou - Milan Lasica a Jaroslav Filip - (t:Milan Lasica)